# Orthion subsessile
Orthion subsessile là một loài thực vật có hoa trong họ Hoa tím. Loài này được (Standl.) Steyerm. & Standl. mô tả khoa học đầu tiên năm 1940.